# Olulodes pulchra
Olulodes pulchra là một loài bướm đêm trong họ Noctuidae.